# 田島孝寛
田島 孝寛（たじま たかひろ、1906年2月17日 - 1994年7月22日）は、日本の経営者。三井生命保険社長を務めた。

## 来歴・人物
東京都出身。1931年に慶應義塾大学経済学部を卒業し、同年に三井生命保険に入社した。1954年5月に取締役に就任し、常務、専務を経て、1966年5月に副社長に就任し、1971年5月には社長に就任。1981年7月に会長に就任し、1987年7月に取締役相談役を経て、1989年から相談役を務めた。
1977年5月に勲三等瑞宝章を受章。
1994年7月22日急性心不全のために死去。88歳没。